# Горобіївка (Черкаський район)
Горобі́ївка — село в Україні, у Черкаському районі Черкаської області, підпорядковане Степанецькій сільській громаді. Розташоване за 25 км від залізничної станції Таганча. Населення становить 422 осіб.

## Історія
Біля Горобіївки виявлено поселення скіфських часів. Частина яру Буди мала назву Блосковщина — від імені одного з перших поселенців Блоска. У середині XVII століття в Будах знаходились криниці Безодня та Альтанка, з яких брали воду для польського короля Станіслава Понятовського під час його перебування у Каневі та зустрічі російської імператриці Катерини ІІ у 1783 році. Пізніше поселення від яру Буди отримали назви Буда-Горобіївська та Горобіївка. Є припущення, що назва села Горобіївка походить від імені графа Воробйова, який володів маєтком у цій місцевості.
До Жовтневого перевороту 1917 року маєток продавався кілька разів — графу Лету, графу Багратіону, графу Тихомирову, генералу Колкунову, графу Терещенку. В Горобіївці також розташовувався один з маєтків графині Лопухіної.
У 1919 році було організовано перший сільській виконавчий комітет, а в січні 1930 року — перший колгосп.
У роки німецько-радянської війни брали участь 121 мешканець села, з них 58 нагороджені орденами і медалями. На честь загиблих односельців встановлено обеліск Слави. На братській могилі воїнів, що загинули під час відвоювання села встановлено пам'ятник.
Станом на початок 70-х років XX століття в селі проживало 1 056 мешканців. Тут містилася центральна садиба колгоспу імені Ватутіна, який мав в користуванні 2,2 тисячі га сільськогосподарських угідь, у тому числі 1,9 га орної землі. Основними виробничими напрями були рільництво і тваринництво. Допоміжні підприємства — механічний млин, пилорама, цегельний завод. На той час в селі працювали восьмирічна школа, клуб із залом на 300 місць, 2 бібліотеки з фондом 11 тисяч книг, фельдшерсько-акушерський пункт.

## Сучасність
На сьогодні у селі діє загальноосвітня школа І-ІІІ ступенів, 3 магазини, відділення зв'язку, відділення Ощадбанку, бібліотека, фельдшерсько-акушерський пункт. Сільськогосподарські угіддя орендуються ФГ «Святунів», ПП Сайко, ТОВ «Кремінь-центр». ТОВ БК «Стандарт» проводиться реконструкція цегельного заводу. Діє Свято-Миколаївська церква (настоятель отець Василій).

## Галерея

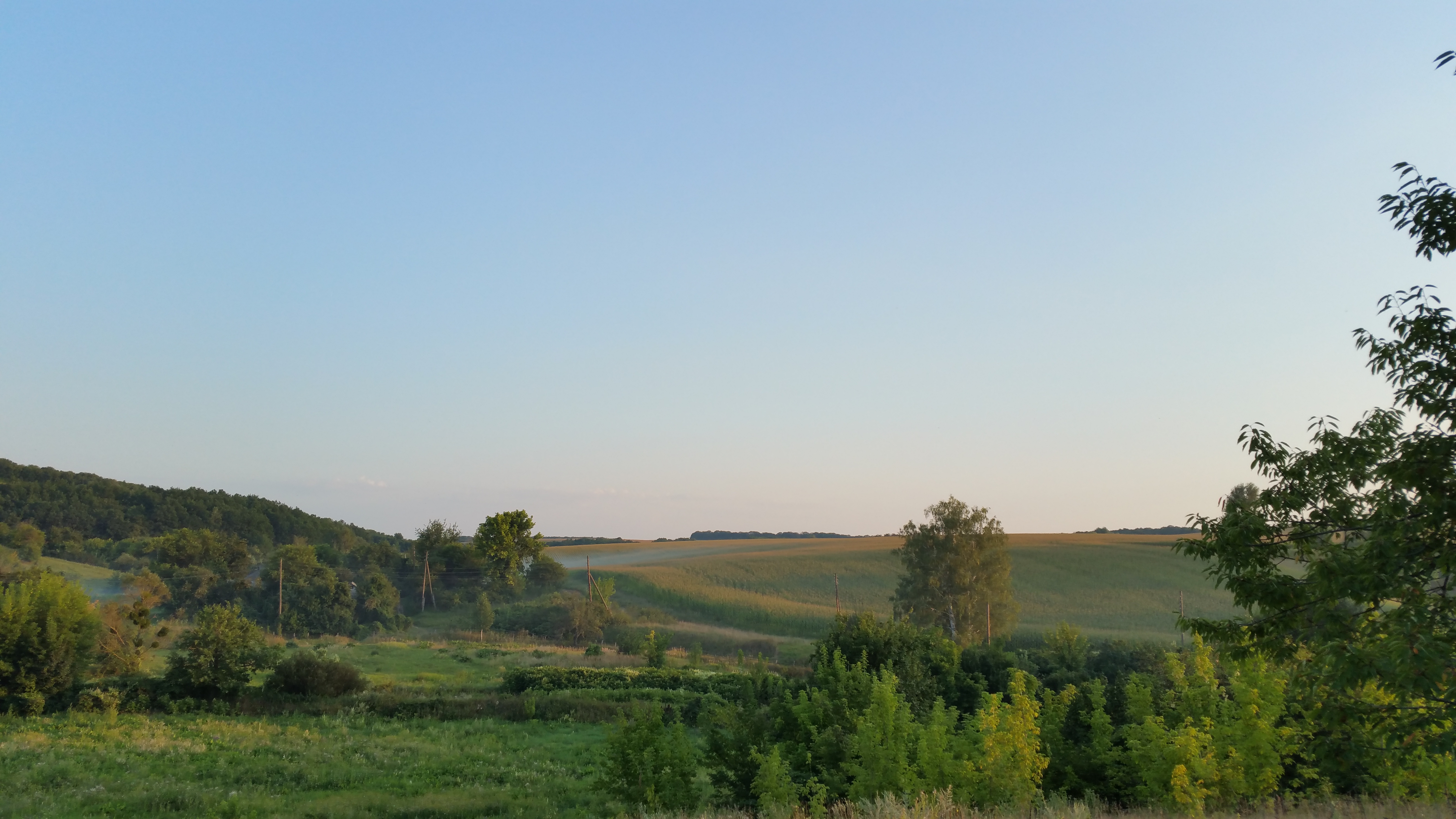
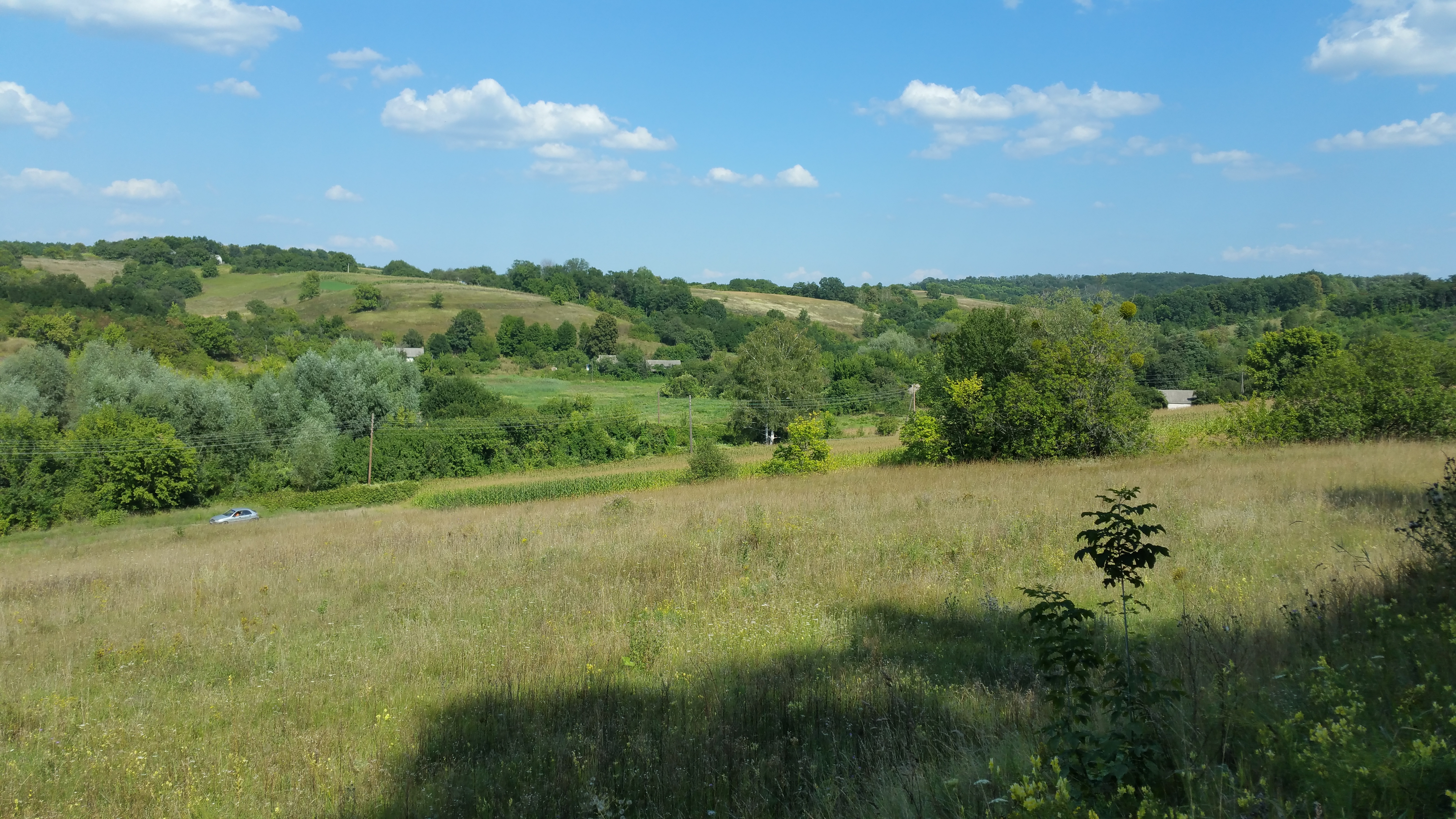
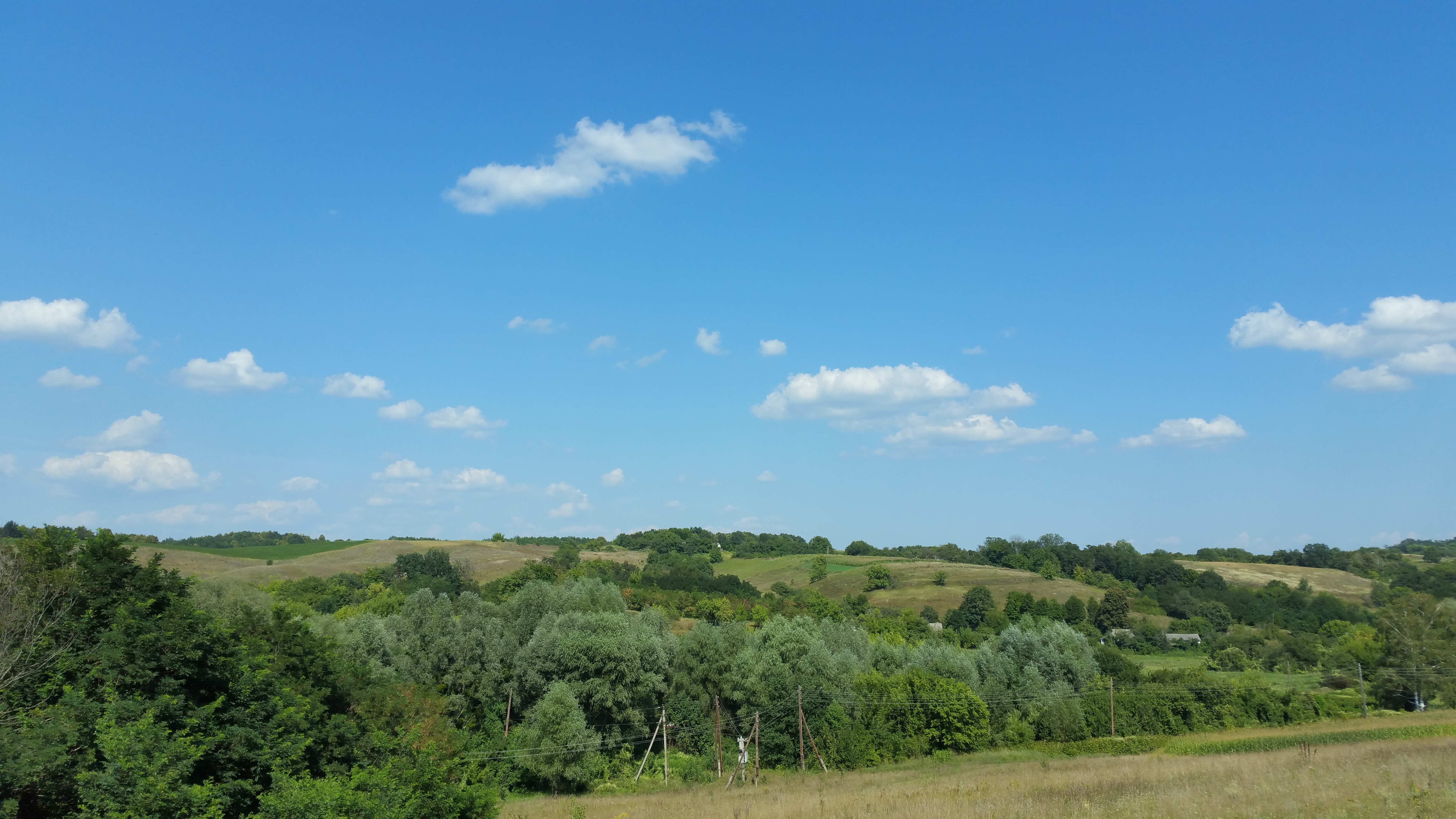
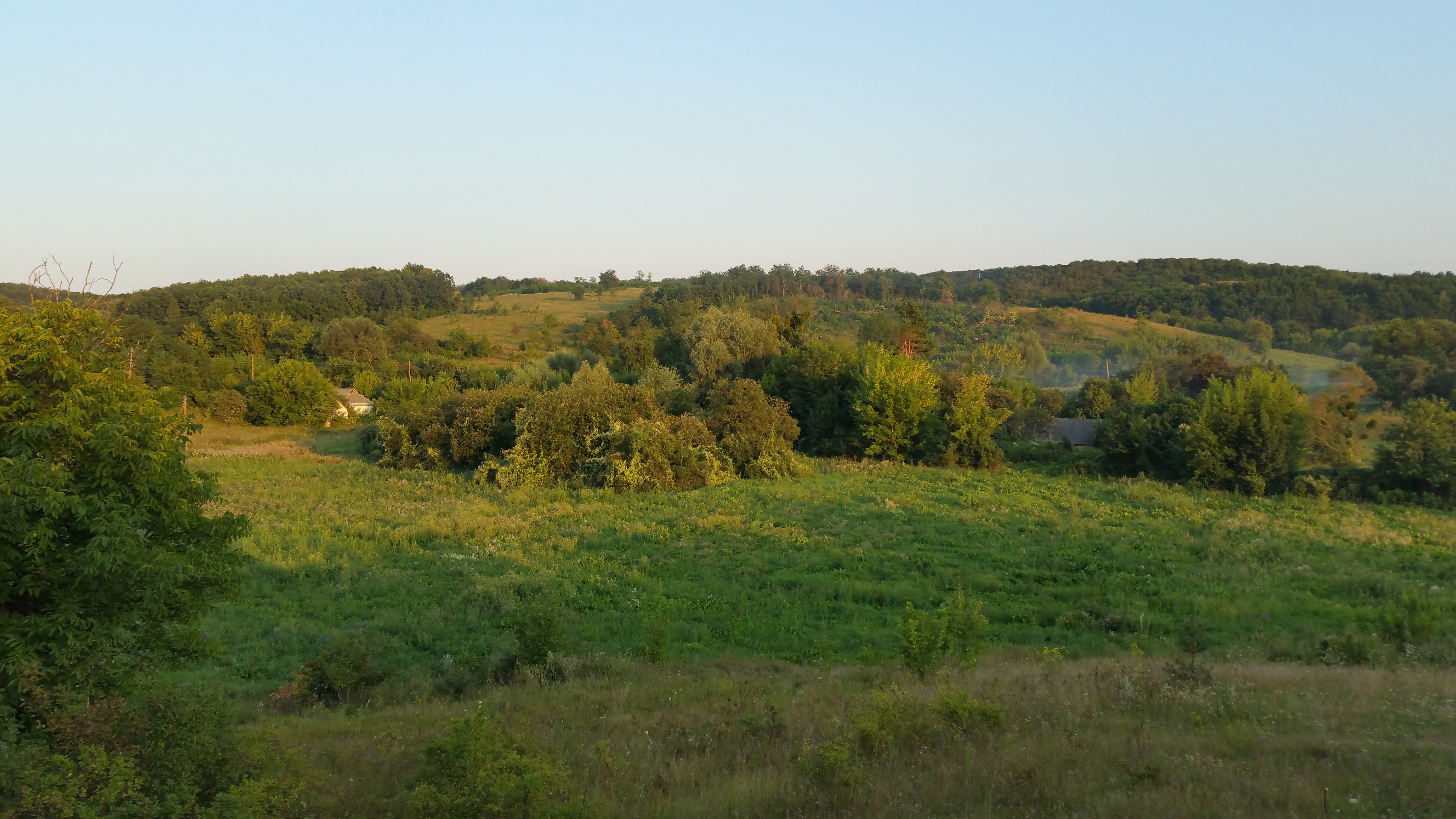

## Пам'ятки
- Майчина гора — заповідне урочище місцевого значення.

## Відомі люди
У селі народились:
- Коляденко Володимир Григорович — завідувач кафедри шкірних і венеричних хвороб, проректор з наукової роботи НМУ, головний редактор «Українського журналу дерматології, венерології, косметології».
- Потужний Микола Никодимович (1919—1943) — Герой Радянського Союзу.
- Чупилко Михайло Купріянович — Герой Радянського Союзу.
- Шпак Петро Савелійович — Герой Радянського Союзу.